# Cryptantha limensis
Cryptantha limensis är en strävbladig växtart som först beskrevs av A. Dc., och fick sitt nu gällande namn av Ivan Murray Johnston. Cryptantha limensis ingår i släktet Cryptantha, och familjen strävbladiga växter. Inga underarter finns listade i Catalogue of Life.